# 林望
林 望（はやし のぞむ、1949年2月20日 - ）は、日本の作家。
かつては沢嶋 優（さわしま ゆう）のペンネームも使用していた。東京芸術大学助教授を辞して以降、在野の日本文学者。日本ペンクラブ会員。
朝日新聞記者「林望」とは別人。

## 経歴
東京都墨田区に、後に情報化社会を予見（1969年）した著名な未来学者、林雄二郎の次男として生まれる。武蔵野市立第二中学校から東京都立戸山高等学校を経て、慶應義塾大学文学部国文学科卒業。同大学院文学研究科博士課程単位取得退学。
専攻は日本書誌学・近世国文学である。慶應義塾大学斯道文庫の研究員を目指したがかなわず、その後、東京都世田谷区にある東横学園女子短期大学国文科に慶應義塾の縁故により採用が決まり、着任する。この頃の経緯は『書藪巡歴』に記されている。
1984年から1987年まで、ケンブリッジ大学とオックスフォード大学の双方で研究のためイギリスに滞在し、この間にケンブリッジ大学のピーター・コーニツキ（Peter Kornicki）との共著である『ケンブリッジ大学所蔵和漢古書総合目録』を完成。1992年度国際交流基金国際交流奨励賞を受賞した。編纂作業には、当時まだ非力だったコンピュータ（Macintosh）を工夫・活用したという。
イギリス滞在中の体験から、イギリスの食文化・イギリス人の食生活に関する随筆『イギリスはおいしい』（平凡社・文春文庫）を執筆して、東横学園女子短期大学助教授時代の1991年に作家デビューを果たし、同作で日本エッセイスト・クラブ賞を受賞した。1993年『林望のイギリス観察辞典』（平凡社）で講談社エッセイ賞受賞。
その後、東京藝術大学助教授となり、武島羽衣・鳥居忱・高野辰之以来の芸大の伝統に従い美しい歌曲のための詩を多く書く。しかし当時の芸大の学生に林の真意を理解する者は非常に少なく、より自由な創作活動をめざして同大学を退職し、随筆・小説などを執筆している。自伝ふうの作品として『東京坊ちゃん』と『帰らぬ日遠い昔』がある。
著作リストで後述するように、「リンボウ先生」の綽名を書名で用いることがたびたびある。欧文ではRymbowと表記するが、これはフランスの詩人アルチュール・ランボー（Arthur Rimbaud）や、米右派・タカ派の代表的ラジオ・パーソナリティーとして有名なラッシュ・リンボー（Rush Limbaugh）や、カトリック教会で「辺獄」または「辺土」を表す英語のlimbo（ラテン語ではlimbus）との混同を避けたものと理解できる。
近年は東京・吉祥寺の事務所で『源氏物語』の現代語訳に取り組む。2013年、『謹訳 源氏物語』全10巻で第67回毎日出版文化賞特別賞を受賞。
かつては紙巻きから煙管まで嗜む愛煙家であったが、ふと思い立ってある時からキッパリと禁煙した。

## 家族親族
- 父　林雄二郎（未来学者、東京工業大学教授）
- 伯父　林健太郎（歴史学者、東京大学総長、参議院議員一期）

## 系譜
- 林氏　林家は江戸時代､代々徳川家に仕えた武家（静岡県士族であったという）

```
季樹┳健太郎
　　┣雄二郎━望
　　┗四郎

```

## 著作

### 随筆
- 『イギリスはおいしい』（平凡社） 1991、のち文春文庫
- 『イギリスは愉快だ』（平凡社） 1991）、のち文春文庫
- 『ホルムヘッドの謎』（文藝春秋） 1992、のち文庫
- 『テーブルの雲』（新潮社） 1993、のち文庫
- 『林望のイギリス観察辞典』（平凡社） 1993、のち改題『イギリス観察辞典』（平凡社ライブラリー） ISBN 4-582-76170-4
- 『音の晩餐』（徳間書店） 1993、のち集英社文庫
- 『リンボウ先生、イギリスへ帰る』（文藝春秋） 1994、のち文庫
- 『子育てノート』（徳間書店） 1995
- 『リンボウ先生偏屈読書録』（丸善ライブラリー） 1995
- 『リンボウ先生のへそまがりなる生活』（PHP研究所） 1996
- 『リンボウ先生東京珍景録』（彰国社） 1996、のち改題『東京珍景録』（新潮文庫） 1999
- 『知性の磨きかた』 (PHP新書） 1996
- 『リンボウ先生の役立たず試乗記』（徳間書店） 1997
- 『イギリスは不思議だ』（平凡社） 1997
- 『イギリスびいき』（共著、講談社） 1997
- 『ホーソンの樹の下で』（文藝春秋） 1997、のち改題『落第のスゝメ』（文春文庫） 2000
- 『くりやのくりごと - リンボウ先生家事を論ず』（小学館） 1998
- 『イギリス人の食卓』（角川春樹事務所、ランティエ叢書） 1998
- 『リンボウ先生ディープ・イングランドを行く』（文藝春秋） 1998
- 『リンボウ先生遠めがね』（小学館） 1998
- 『リンボウ先生の閑雅なる休日』（PHP研究所） 1999、のち集英社文庫
- 『りんぼう先生昔噺』（文化出版局） 1999
- 『恋せよ妻たち - リンボウ先生本音で女を叱り女を励ます』（小学館） 2000、のち改題『リンボウ先生から「おんなたちへ!」』（小学館文庫） 2005
- 『書斎の造りかた - 知のための空間・時間・道具』（光文社、カッパ・ブックス） 2000
- 『日本語の磨きかた』（PHP新書） 2000
- 『日本語へそまがり講義』（PHP新書） 2000
- 『リンボウ先生の「是はうまい!」』（平凡社） 2000
- 『思い通りの家を造る』（光文社新書） 2001
- 『買いも買ったり』（光文社） 2001
- 『パソコン徹底指南』（文春新書） 2001
- 『新味珍菜帖 リンボウ先生の料理十二ヶ月』（小学館） 2001、のち文庫
- 『私の好きな日本』（JAF MATE社） 2001
- 『魅力ある知性をつくる24の方法』（青春出版社） 2001、のち改題文庫化『品格ある知性をつくる24の方法』
- 『文章術の千本ノック - どうすれば品格ある日本語が書けるか』（小学館） 2002、のち改題文庫化『リンボウ先生の文章術教室』
- 『私は女になりたい』（集英社） 2002
- 『「考える子ども」の育てかた - 父親よ、子育てをしよう』（PHPエル新書） 2002
- 『「芸術力」の磨きかた - 鑑賞、そして自己表現へ』（PHP新書） 2003
- 『リンボウ先生のオペラ講談』（光文社新書） 2003
- 『帰宅の時代』（新潮社） 2005、のち文庫
- 『知的な大人へのヒント』（青春出版社） 2006、のち改題文庫化『インテリジェンス・トレーニング』
- 『リンボウ先生の〈超〉低脂肪お料理帖』（ソニー・マガジンズ） 2006、のち日経ビジネス人文庫
- 『「どこへも行かない」旅』（光文社） 2006、のち文庫
- 『リンボウ先生の大人の知的旅行術』（オータパブリケイションズ） 2006
- 『品格ある知性をつくる24の方法』（青春出版社） 2006.10、のち文庫
- 『ついこの間あった昔』（弘文堂） 2007、のちちくま文庫
- 『新個人主義のすすめ』（集英社新書） 2008.1
- 『インテリジェンス・トレーニング』（青春出版社、青春文庫） 2008.9
- 『文章の品格』（朝日出版社） 2008.10
- 『旬菜膳語』（岩波書店） 2008.10、のち文春文庫
- 『日本語は死にかかっている』（NTT出版、ライブラリーレゾナント） 2008.10
- 『風邪はひかぬにこしたことはない』（筑摩書房、ちくま文庫） 2008.11
- 『かくもみごとな日本人』（光文社） 2009.2
- 『節約の王道』（日本経済新聞出版社、日経プレミアシリーズ） 2009.10
- 『思想する住宅』（東洋経済新報社） 2011.9、のち文春文庫　2015.2
- 『「時間」の作法』（角川マーケティング、角川SSC新書） 2011.3
- 『臨終力』（ベストセラーズ、ベスト新書） 2011.9
- 『いつも食べたい!』（筑摩書房、ちくま文庫） 2013.1
- 『イギリスからの手紙』（東京堂出版） 2014.3
- 『家めしの王道 家庭料理はシンプルが美味しい』（KADOKAWA / 角川マガジンズ、角川SSC新書） 2014.5
- 『役に立たない読書』（集英社インターナショナル） 2017.4
- 『大根の底ぢから!』（フィルムアート社） 2018.3
- 『旅ゆけば味わい深し』（産業編集センター） 2018.6
- 『節約を楽しむ - あえて今、現金主義の理由』（朝日新書） 2025.1

### 小説
- 『帰らぬ日遠い昔』（講談社） 1992、のち文庫
- 『幻の旅』（マガジンハウス） 1993、のち文春文庫
- 『僕の哀しい失敗』（角川書店） 1994、のち文庫
- 『スパゲッティ・ジャンクション』（沢嶋優名義、集英社） 1995、のち改題『マーシャに』（林望名義、集英社文庫） 1998
- 『巾箱小説集』（平凡社） 1998
- 『トッカータ 光と影の物語 洋画編』（文藝春秋） 2001
- 『トッカータ 光と影の物語 日本画編』（文藝春秋） 2001
- 『東京坊ちゃん』（小学館） 2004、のち文庫
- 『メイフェア劇場の亡霊』（日本放送出版協会） 2006
- 『二つの風景 - 水』 （野呂希写真、青菁社） 2006
- 『二つの風景 - 木』 （野呂希写真、青菁社） 2006
- 『小説集 - 絵の中の物語』（集英社） 2006.10、のち文庫
- 『薩摩スチューデント、西へ』（光文社） 2007、のち文庫
- 『天網恢々 お噺奉行清談控』（光文社） 2011.8、のち文庫

### 日本文学
- 『林望が能を読む』（青土社） 1994、のち集英社文庫
- 『能に就いて考える十二帖』（東京書籍） 1995、のち改題『能は生きている』（集英社文庫）
- 『古今黄金譚 古典の中の糞尿物語』（平凡社新書） 1999
- 『往生の物語 死の万華鏡『平家物語』』（集英社新書） 2000
- 『恋の歌、恋の物語 - 日本古典を読む楽しみ』（岩波ジュニア新書） 2002
- 『本当はとてもえっちな古典文学』（扶桑社） 2003、のち改題『古典文学の秘密』（光文社文庫） 2010.5
- 『すらすら読める風姿花伝』（講談社） 2003、のち文庫
- 『すらすら読める土佐日記』（講談社） 2005
- 『これならわかる、能の面白さ』（淡交社） 2006
- 『リンボウ先生が読む漱石「夢十夜」』（ぴあ） 2006
- 『リンボウ先生の日本の恋歌』（集英社文庫） 2007
- 『能よ古典よ!』（檜書店） 2009
- 『夕顔の恋 最高の女のひみつ』（朝日出版社） 2009.12
- 『リンボウ先生のうふふ枕草子』（祥伝社） 2009.3
- 『謹訳 源氏物語』全10巻（祥伝社） 2010.3 - 2013.6
- 『謹訳 源氏物語 私抄 - 味わいつくす十三の視点』（祥伝社） 2014.4
- 『女うた恋のうた』（淡交社） 2014.8
- 『しのびねしふ』（祥伝社） 2015.2
- 『謹訳 平家物語』全4巻（祥伝社） 2015.5 - 2016.11
- 『能の読みかた』（KADOKAWA / 角川学芸出版、角川ソフィア文庫） 2016.2

### 詩
- 『夕暮れ巴水』（川瀬巴水画、講談社） 1998
  - 『新装版 夕暮れ巴水 林望の日本美憧憬』（川瀬巴水画、講談社） 2014.2
- 『林望私訳 新海潮音 - 心に温めておいた四十三の英詩』（駿台曜曜社） 1999.12
- 『愛詩てる。』（実業之日本社） 2002
- 『しのびねしふ 宇虚人俳句集』（祥伝社） 2015

### 書誌学
- 『ケンブリッジ大学所蔵 和漢古書総合目録』(Early Japanese Books in Cambridge University Library: A Catalogue of the Aston, Satow and Von Siebold Collections (University of Cambridge Oriental Publications))』（ケンブリッジ大学出版局） 1991
- 『書誌学の回廊』（日本経済新聞社） 1995、のち改題『リンボウ先生の書物探偵帖』（講談社文庫）
- 『書薮巡歴』（新潮社） 1995年、のち文庫、ちくま文庫

### 講演CD
- 夕学セレクション林望「言葉と心で見つめる、日本人のアイデンティティ」（日本音声保存）

### 共編著
- 『ケンブリッジ大学所蔵 和漢古書総合目録 アストン・サトウ・シーボルト・コレクション』（ピーター・コーニッキー共編、ケンブリッジ大学出版局） 1991
- 『イギリスびいき アクアスキュータムの美学』（西尾忠久, 江國滋, 西木正明, 川口敦子, 板坂元, 枝川公一, 市川森一, 河村幹夫共著、講談社） 1992、のちプラスアルファ文庫
- 『子育てノート いつも父親,ときに母親』（福島瑞穂共著、徳間書店） 1995
- 『イギリスはかしこい』（出口保夫共著、PHP研究所） 1997、のち文庫
- 『英国田園譜』全2巻（キャロン・クーパー共著、テイム・マクミラン写真、東京書籍） 1997
- 『日本の名随筆 別巻 75 紳士』（編、作品社） 1997
- 『知的生活・楽しみのヒント』（渡部昇一共著、PHP研究所） 1998
- 『買いも買ったり』（選、日本ペンクラブ編、光文社文庫） 2001
- 『イタリア音楽散歩』（永竹由幸, 池田匡克・愛美共著、世界文化社、ほたるの本） 2006
- 『教養脳を磨く!』（茂木健一郎共著、NTT出版） 2009.3
- 『能舞幻』（津村礼次郎舞人、森田拾史郎写真、野田秀樹, 丸木康隆共著・対談、ビイング・ネット・プレス） 2010
- 『金遣いの王道』（岡本和久共著、日本経済新聞出版社、日経プレミアシリーズ） 2013.11

### 監修
- 『女大学評論』（福沢諭吉、講談社学術文庫） 2001

## 翻訳
- 『イギリスpubウォッチング』（デズモンド・モリス, ケイト・フォックス、平凡社） 1995
- 『独奏的生活 イギリス人作曲家の優雅な料理生活』全2巻（ハワード・ファーガソン、訳注、研究社出版） 1996 - 1997
- 『ボストン夫人のパッチワーク』（ダイアナ・ボストン、平凡社） 2000
- 『日本再見録 ヘンリー君の現代日本ウォッチング!』（ヘンリー・F・マクブライト、PHP研究所） 2002
- 『おぢさん』（レイモンド・ブリッグズ、小学館） 2004

## ラジオ出演
- ミュージックバード「リンボウ先生の『謹訳 源氏物語』」（2010年10月 -）

## テレビ出演
- ウイークエンド・スペシャル 五大陸横断 20世紀列車がゆく オリエント幻想の果てに - ヨーロッパ オリエント急行の旅 - (2017年7月18日、NHK BS-2) - 旅人